# Wysoka Góra (województwo warmińsko-mazurskie)
Wysoka Góra (niem. Hochberg) – wieś w Polsce położona w województwie warmińsko-mazurskim, w powiecie kętrzyńskim, w gminie Srokowo.
| SIMC    | Nazwa | Rodzaj     |
| ------- | ----- | ---------- |
| 0488823 | Sówka | części wsi |

W latach 1975–1998 miejscowość należała administracyjnie do województwa olsztyńskiego.